# Mount Webb
Mount Webb ist ein 2430 m hoher Berg im Norden des ostantarktischen Viktorialands. In der Explorers Range der Bowers Mountains ragt er 6 km südöstlich des Mount Glasgow auf.
Teilnehmer einer von 1967 bis 1968 durchgeführten Kampagne der New Zealand Geological Survey Antarctic Expedition benannten ihn nach William James Webb, Leiter der Überwinterungsmannschaft auf der Scott Base im Jahr 1968.